# Symphonie no 21 de Weinberg

La Symphonie no 21, Opus 152, sous-titrée Kaddish, a été composée par Mieczysław Weinberg entre 1989 et 1991. C'est la dernière symphonie (avec un orchestre complet) que Weinberg termina avant sa mort en 1996 (la symphonie no 22 resta elle inachevée par Weinberg).
L'œuvre est dédiée « aux victimes du Ghetto de Varsovie »,. Weinberg fit la donation du manuscrit au Mémorial de Yad Vashem en Israël.
La symphonie est en un seul mouvement et six sections :
- Largo : cette section cite plusieurs fois des éléments de la ballade no 1 en sol mineur de Frédéric Chopin[5] et s'inspire également du lieder Das irdische Leben (La vie terrestre) du Des Knaben Wunderhorn de Mahler[1] ;
- Allegro molto ;
- Largo ;
- Presto ;
- Andantino ;
- Lento : cette section contient un chant sans parole pour soprano de type requiem[5].

La symphonie a été enregistrée pour la première fois en 2014, par l'Orchestre Symphonique Sibérien dirigé par Dmitri Vassiliev, sur le label Toccata Classics.